# Bräunlicher Stäubling
Der Bräunliche Stäubling (Lycoperdon umbrinum) ist ein Pilz aus der Familie der Champignonverwandten (Agaricaceae).

## Merkmale
Der Fruchtkörper ist birnenförmig bis fast kugelförmig. Die Farbe ist zunächst blass graubräunlich, später mittel- bis dunkelbraun. Er wird zwei bis vier Zentimeter hoch. Er ist besetzt mit vielen weichen Stacheln, die sich leicht ablösen. Die Stacheln sind unter ein Millimeter lang und bilden nach dem Abfallen kein Netzmuster. Geruch und Geschmack sind würzig-pilzartig. Das Sporenpulver ist olivbraun. Die Sporen sind rundlich, punktiert bis feinwarzig bei einem Durchmesser von 3,5 bis 5,5 Mikrometer. 

## Vorkommen
Die Art ist in Mitteleuropa heimisch. Sie kommt besonders in Nadelwäldern unter Fichten, besonders im Gebirge, vor. Sie wächst auf saurem wie auf kalkigem Untergrund. 

## Speisewert
Der Pilz ist in jungem Zustand essbar.